# Železniška postaja Bled Jezero
Železniška postaja Bled Jezero je ena izmed železniških postaj v Sloveniji, ki oskrbuje bližnje naselje Bled in turistično lokacijo Blejsko jezero. Postaja se nahaja nad zahodno obalo Blejskega jezera. Z blejskim predelom Zaka jo povezuje pešpot.